# Adriaan du Bois

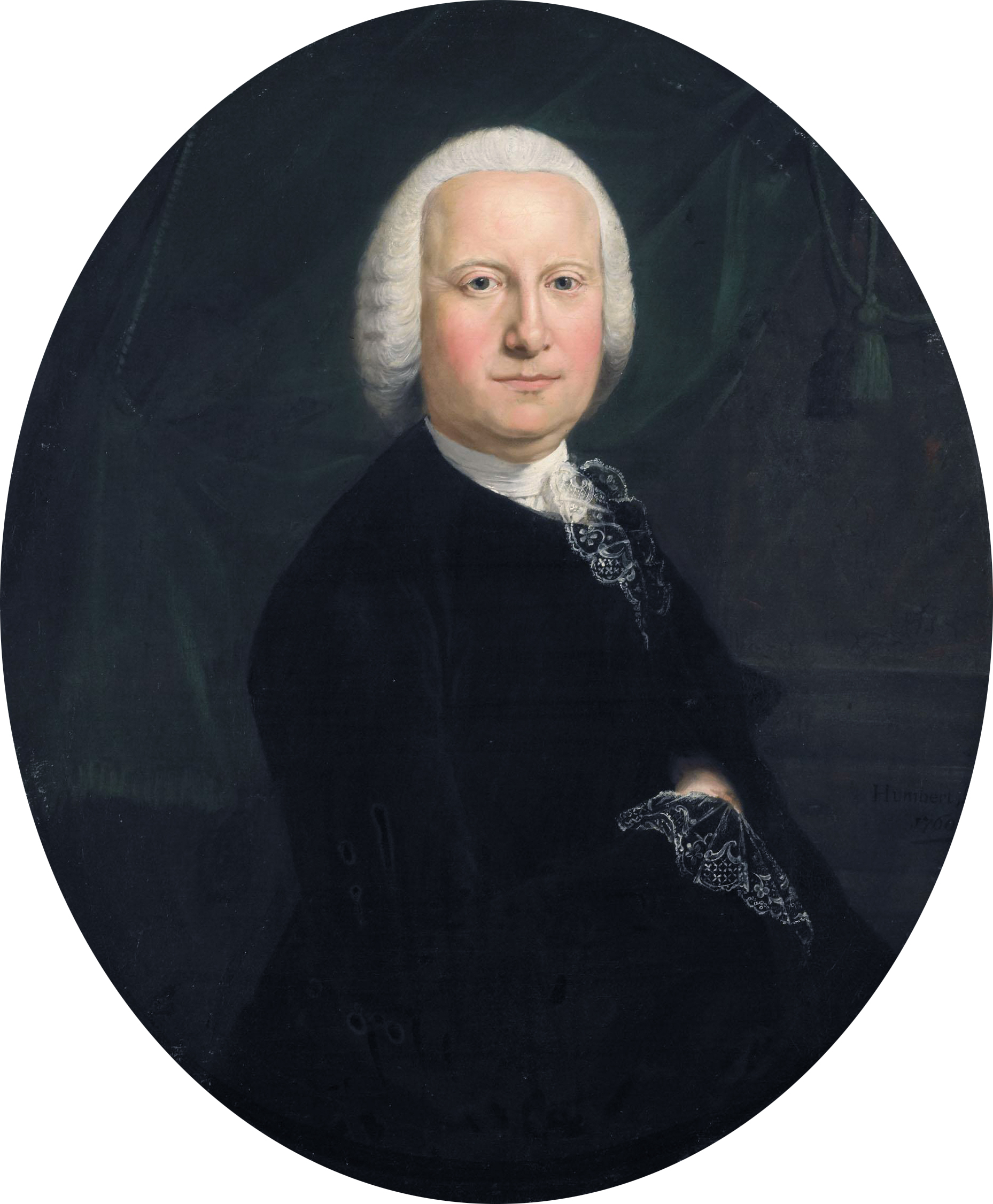
Adriaan du Bois

Adriaan du Bois (1713 - 1774) werd in 1742 gekozen tot bewindvoerder van de VOC kamer te Rotterdam.

## Schilderij
Het portret is van de hand van Dionys van Nijmegen, en is tussen 1742 en 1774 vervaardigd. Het behoort tot een reeks portretten van bewindvoerders van de VOC te Rotterdam afkomstig uit het Oostindië Huis aan de Boompjes; collectie Rijksmuseum Amsterdam.